# Amazunculus cordigaster
Amazunculus cordigaster är en tvåvingeart som beskrevs av Galinkin och José Albertino Rafael 2008. Amazunculus cordigaster ingår i släktet Amazunculus och familjen ögonflugor. Inga underarter finns listade i Catalogue of Life.